# Slime Season 2
| Recensione           | Giudizio |
| -------------------- | -------- |
| Metacritic           | 81/100   |
| Consequence of Sound | B        |
| Pitchfork            | 7,9/10   |
| Spin                 | 8/10     |

Slime Season 2 (stilizzato in SLIME SEA2ON) è un mixtape del rapper statunitense Young Thug, pubblicato il 31 ottobre 2015, come secondo capitolo della trilogia Slime Season, ed è anch'esso composto per la maggior parte da brani che furono pubblicati in rete nell'anno precedente.

## Antefatti
Nel settembre del 2015 Young Thug pubblicò il mixtape Slime Season per il download digitale. Il suo sequel, Slime Season 2, fu pubblicato il mese seguente sempre per la stessa piattaforma. La trilogia è stata completata poi con l'uscita di Slime Season 3, che invece ricevette, a differenza dei primi due capitoli, una pubblicazione commerciale.

## Tracce
1. Big Racks (feat. Lil Uzi Vert) – 4:08
2. Thief in the Night (feat. Trouble) – 3:39
3. Don't Know (feat. Shad Da God) – 3:02
4. Hey I – 3:27
5. She Notice – 3:25
6. All Over – 3:06
7. Twerk It – 3:49
8. Phoenix – 3:58
9. I'll Tell You What – 3:35
10. Mind Right – 3:51
11. Go Crazy – 3:38
12. Pull Up on a Kid (feat. Yak Gotti) – 3:39
13. Up – 3:35
14. Bout (Damn) Time – 3:20
15. Flaws – 3:52
16. Oh Lord – 4:06
17. Beast – 3:46
18. Never Made Love (feat. Rich Homie Quan) – 4:36
19. Raw (Might Just) – 3:30

Tracce bonus
1. No No No (feat. Birdman) – 3:34
2. My Baby – 4:08
3. Love Me Forever (Chopped & Screwed) – 4:57